# 727
727 је била проста година.

## Догађаји
- Википедија:Непознат датум — Опсада Никеје (727) Муслиманске снаге под Муавијом ибн Хишамом  продиру дубоко у Малу Азију и опљачкају град тврђаву Гангра, али безуспешно опсадају град Никеју.

- У Грчкој избија побуна против верске политике цара Лава III. Побуњеничка флота под Агалијаносом Контоскелесом креће на Цариград са Космасом, антицарем, али ју је уништила византијска флота.
- У Италији избија побуна против Лавовог иконоборства; ово резултира независношћу Равенског егзархата, након што је део византијских инвазијских снага изгубљен у олуји у Јадранском мору, а остатак византијских трупа одбијен.
- Краљ Лијутпранд користи анти-империјална превирања. Осваја Болоњу и друге градове иза реке По (Северна Италија). Лангобарди заузимају „Цласис“, стратешку поморску луку Равену, и освајају Пентаполис.
- Арапско-хазарски рат: Хазари потискују муслиманску инвазију, коју је предводио Маслама ибн Абд ал-Малик, у Месопотамију. Појачан сиријским трупама, Маслама иде у контранапад и заузима Грузију, успостављајући северну границу на Кавказу.
- 6. јануар – Учаан К'ин Б'алам постаје нови владар мајанске градске државе у Дос Пиласу у Гватемали након смрти Ицамнај Кавила и влада до 741. године.
- Папа Гргур II осуђује иконоборство у Риму, због чега је Италија раскинула са Византијским царством.